# Rodolfo Rodríguez
Rodolfo Rodríguez   (Montevideo, 20 de gener de 1956) fou un futbolista uruguaià de la dècada de 1980.
Fou 78 cops internacional amb la selecció de l'Uruguai.
Pel que fa a clubs, defensà els colors de Cerro, Nacional, Santos, Sporting Clube de Portugal, Portuguesa i Bahia.